# Vincenciano
Vincenciano de Rouffiac (en francés: Vicentien o Viance, 623-672), fue un ermitaño de Lemosín en el siglo VII.

## Biografía
Criado en la corte de los duques de Aquitania, eligió una vida de ermitaño y se retiró a un bosque en Rouffiac, cerca de Limoges hasta su muerte en 672. 
El obispo de Limoges, Rustic, ordenó el transporte de su cuerpo a Avolca-Curtis (ahora Saint-Viance), en Corrèze. Allí, el sacerdote Savinien, amigo de Vincenciano, erigió una iglesia en su honor. Entonces se le aparece un ángel y le ordena que traiga el cuerpo de Vincenciano para enterrarlo en su iglesia. En el camino, la procesión funeraria, tirada por bueyes, es atacada por un oso que mata a uno de los animales. Entonces ocurre un milagro, el oso toma el lugar del buey en el enganche.
- Datos: Q3556935